# Кирилл (Христакис)
Митрополит Кирилл (греч. Μητροπολίτης Κύριλλος, в миру Кириллос Христакис греч. Κύριλλος Χρηστάκης; 1938, Kollines — 10 января 2015, Лариса) — епископ Элладской православной церкви, митрополит Фессалиотидский и Фанариоферсальский (2005—2014).

## Биография
Родился в 1938 году в Коллинес (Κολλίνες Αρκαδίας) в Аркадии, в Греции.
В 1959 году был рукоположен в сан диакона.
В 1968 году окончил богословский институт Афинского университета, а в 1969 году рукоположен в сан пресвитера и назначен военным священником в должности которого оставался до 1971 года.
С 1971 по 1998 год был канцлером в церковной митрополии в Кардице.
18 октября 1998 года был хиротонисан в сан епископа и возведён в достоинство митрополита Кифирского.
27 июня 2005 года избран митрополитом Фессалиотидским и Фанариоферсальским. 10 июня 2014 года был уволен на покой.
Скончался 10 января 2015 года в больнице города Лариса из-за сердечного приступа, вызванного перенесённой операцией на ногах.